# 17403 Masciarelli
17403 Masciarelli este o planetă minoră (asteroid), cu un diametru de 6,803 km, din centura de asteroizi. A fost descoperită pe 6 martie 1986 la Observatorul La Silla de Giovanni De Sanctis⁠(d). 
Obiectul prezintă o orbită caracterizată de o semiaxă mare de 2,5382668 UAi, o excentricitate de 0,08, o înclinație de 5,2158 ° în raport cu ecliptica.